# Bernie Parent
Bernard Marcel Parent (Montreal, 3 de abril de 1945) é um ex-jogador de hóquei no gelo canadense que atuava como goleiro.

## Títulos
- Copa Stanley(1974 e 1975)
- Vezina Trophy (1974 e 1975)
- Introduzido no Hall da Fama do hóquei no gelo em 1984.